# エア・コメット (スペイン)

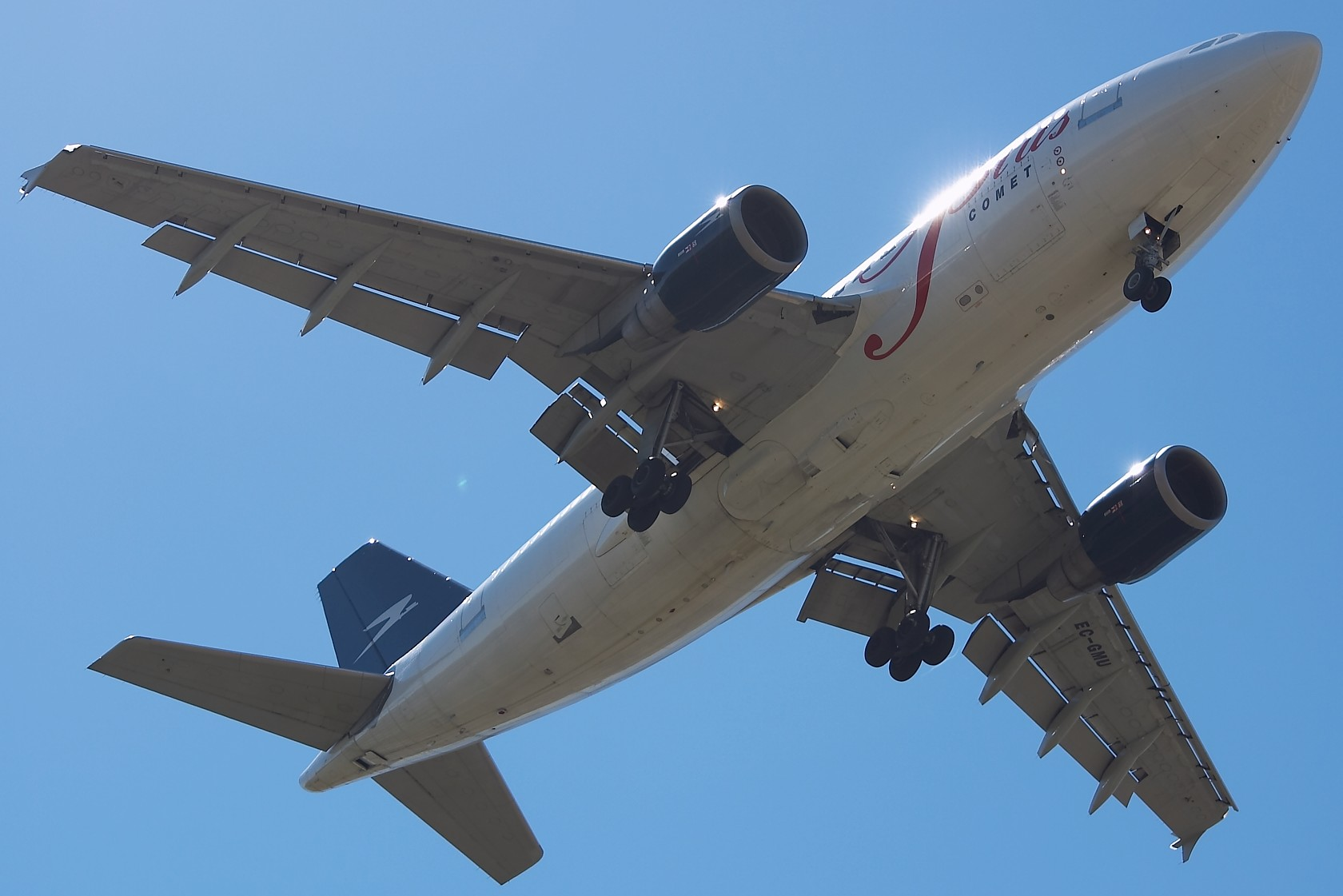
エア・コメットのA310-300型機

エア・コメット（Air Comet）はかつてマドリードを拠点とするスペインの航空会社だった。主にスペインと中央・南アメリカ各国を結ぶ長距離路線とヨーロッパ各地への近距離路線を運航していた。チリのエア・コメットとは系列会社の関係にある。
1996年12月にAir Plus Cometとして創立したスペインの大手旅行会社マルサンス・グループの子会社。1997年3月より主に南北アメリカ各地、カリブ海地域へのチャーター便の運航を開始した。2007年1月より現在の社名で、現在は定期便と季節便（チャーター）の運航を主に行っている。
2006年12月のエア・マドリード倒産後、同社のラテン・アメリカ方面への長距離路線を引き継ぐ形で路線を拡大、2007年5月からはアメリカ合衆国への路線を廃止して、ヨーロッパ域内とラテン・アメリカ各国の間を結ぶ路線に経営を絞っている。
2009年12月の経営破綻により運航を停止した。
2010年3月に客室乗務員が、同社による長期の給与未払いを訴えるためにヌードカレンダーを作成し、話題を呼んだ。
モデルはすべて女性の客室乗務員で、カレンダーではキャビンの内外で挑発的なポーズを披露。中にはジェット機のタービンの上で撮影されたユニークな写真等。
モデルになった客室乗務員の一人は「わたしたちは自分たちが受け取る権利があるものを求めているだけ。皆、8─9カ月間も給料をもらっていない」と訴えていた。

## 機材
エア・コメットの運航機材(2009年) 
- エアバス A310-300 10機
- エアバス A320-200 3機
- エアバス A330-200 8機
- エアバス A340-300 3機

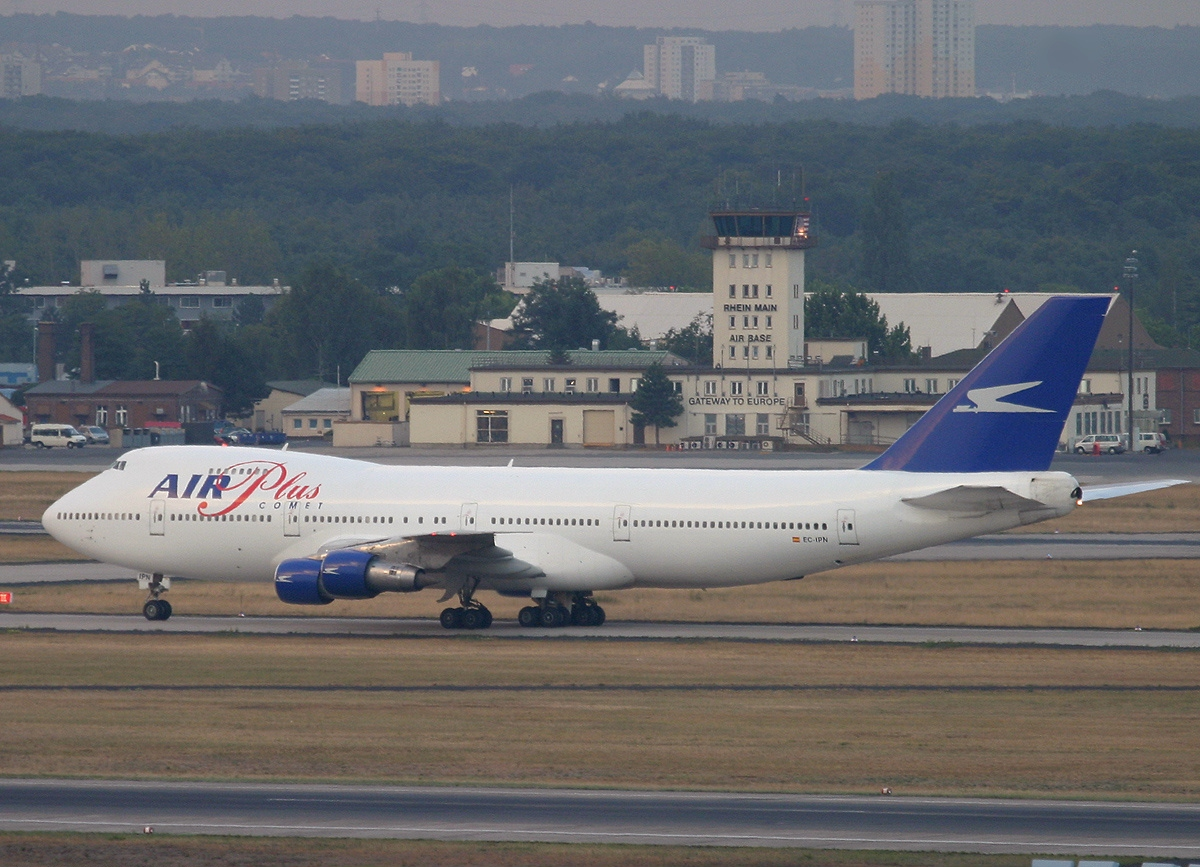
エアプラスコメットのボーイング747-200B

そのうちのエアバスA3101機は、元シンガポール航空のものであった。シンガポール航空117便ハイジャック事件の機体もこの機体であった。

### 退役機材
- ボーイング737-300 2機
- ボーイング747-200B 4機
- マクドネル・ダグラスMD-83 2機
- マクドネル・ダグラスMD-88 2機

## 注
1. ↑  http://www.ch-aviation.ch/aircraft.php?search=set&airline=MPD&al_op=1